# Soliperla thyra
Soliperla thyra är en bäcksländeart som först beskrevs av James George Needham och L.W. Smith 1916.  Soliperla thyra ingår i släktet Soliperla och familjen Peltoperlidae. Inga underarter finns listade i Catalogue of Life.